# Comuna Țîbuleve, Znameanka
Țîbuleve (în ucraineană Цибулеве) este o comună în raionul Znameanka, regiunea Kirovohrad, Ucraina, formată din satele Ciornoliska, Ciutivka și Țîbuleve (reședința).

## Demografie
Componența lingvistică a comunei Țîbuleve
     Ucraineană (95,62%)
     Rusă (2,79%)
     Alte limbi (0,93%)
Conform recensământului din 2001, majoritatea populației comunei Țîbuleve era vorbitoare de ucraineană (95,62%), existând în minoritate și vorbitori de rusă (2,79%).